# Prudianka
Prudianka (en ucraniano: Прудянка; en ruso: Прудянка) es un pueblo ucraniano perteneciente al óblast de Járkov. Situado en el noreste del país, es parte del raión de Járkov y del municipio (hromada) de Derjachí.

## Geografía
Prudianka se encuentra a orillas del río Lopan, 15 km al norte de Derjachí y 30 km al norte de Járkov.  

## Historia
Prudianka fue fundada en 1801 con el nombre de Prudy (en ucraniano: Пруди). En 1830 el pueblo pasó a llamarse Novosergivka (en ucraniano: Новосергіївка). En 1938, cambió de nombre y estatus a pueblo de Prudyanka.. El pueblo fue centro del vólost de Lopan en el uyezd de Járkov de la gobernación de Járkov, Imperio ruso.
En 1938 se le asignó el estatus de asentamiento de tipo urbano y recibió su nombre actual.
Hasta el 18 de julio de 2020, Prudianka pertenecía al raión de Derjachí. El raión fue abolido en julio de 2020 como parte de la reforma administrativa de Ucrania, que redujo el número de raiones del óblast de Járkov a siete. El área del raión se incluyó en el raión de Járkov.En 2023, Prudianka perdió el estatus de asentamiento de tipo urbano en la legislación ucraniana debido a la eliminación de este estatus administrativo.

## Demografía
La evolución de la población de Prudianka entre 1864 y 2022 fue la siguiente:
| 498                                                           | 1345 | 2232 | 2001 | 1852 | 1846 | 1749 |
| (Fuente: Cities & Towns of Ukraine y UKRAINE: Größere Städte) |      |      |      |      |      |      |

## Infraestructura

### Transporte
El asentamiento tiene acceso por carretera a la autopista M20, que conecta Járkov con la frontera rusa y continúa cruzando la frontera hasta Bélgorod. La estación de tren de Prudianka se encuentra en la línea ferroviaria que conectaba Járkov y Bélgorod, llegando en la actualidad hasta Kozacha Lopan.